# Joe Caldwell
Joseph Louis "Joe" Caldwell, född 1 november 1941 i Texas City i Texas, är en amerikansk före detta basketspelare. Han har tidigare spelat för Detroit Pistons, St. Louis Hawks och Atlanta Hawks i National Basketball Association (NBA).
Caldwell blev olympisk mästare i basket vid sommarspelen 1964 i Tokyo.
Han är förfäder till Marcus Bagley och Marvin Bagley III.